# BKK BJB
Die BKK BJB GmbH & Co. KG war eine geschlossene Betriebskrankenkasse mit Sitz in Arnsberg. Eine Mitgliedschaft war für Mitarbeiter und deren Familienangehörigen der Brökelmann, Jäger und Busse GmbH & Co. KG möglich.

## Geschichte
Die Betriebskrankenkasse wurde 1885 gegründet. Sie ging aus der Unterstützungskasse für Arbeiter, die parallel zur Unternehmensgründung, des Trägerunternehmens der BJB (Brökelmann, Jäger und Busse) im Jahr 1867 gegründet wurde hervor.
Am 1. Januar 2015 ging sie per Fusion in der BKK Gildemeister Seidensticker auf.

## Beitragssätze
Seit 1. Januar 2009 wurden die Beitragssätze vom Gesetzgeber einheitlich vorgegeben.